# Elecciones generales de Perú de 2016
Las elecciones generales de Perú de 2016 se realizaron el 10 de abril de 2016, para elegir al presidente de la República, dos vicepresidentes de la misma, 130 congresistas de la República y 5 parlamentarios andinos para el período gubernamental 2016-2021.
Como ningún candidato presidencial alcanzó el 50 % de los votos válidamente emitidos, se realizó una segunda ronda electoral el domingo 5 de junio de 2016.
El 10 de abril del año 2016 se eligieron 130 congresistas de la República en 26 distritos electorales, correspondientes a: los 24 departamentos, Lima Provincias y a la Provincia Constitucional del Callao. Se empleará el procedimiento de la cifra repartidora. Los congresistas elegidos juramentaron el 22 de julio de 2016; el presidente constitucional de la República y sus vicepresidentes electos, lo hicieron el 28 de julio de 2016.
La convocatoria a elecciones fue efectuada el 13 de noviembre de 2015, por el presidente constitucional de la República del Perú, Ollanta Humala. En enero de 2016, el presidente del Congreso, Luis Iberico, firmó la ley que faculta al JNE y JEE el retiro de candidatos por diversos causales.
El 20 de febrero de 2016, se realizó el sorteo para elegir a quienes serán los miembros de mesa a nivel nacional que se encargarán de gestionar el acto del sufragio.
Perú llega a la última semana antes de las elecciones presidenciales y del Congreso de 2016 en un clima de incertidumbre generada, en gran medida, por nuevas reglas electorales y problemas en la interpretación de la legislación electoral del país. Para empezar, una norma recién implementada establece que cada partido con un candidato presidencial debe tener más del 5 % de los votos para mantener su inscripción. Esto ha supuesto que siete de los 19 candidatos iniciales a la presidencia hayan retirado sus candidaturas por el temor de no alcanzar dicha marca. Entre los que han abandonado la contienda por ello está el ex general Daniel Urresti, el candidato que respaldaba el actual presidente del gobierno Ollanta Humala.
Lo que ha generado más críticas, sin embargo, ha sido la decisión de la justicia electoral peruana de excluir de la contienda, a menos de un mes de las elecciones, a dos de los principales candidatos a la presidencia: Julio Guzmán, que hasta entonces se ubicaba en segundo lugar en las encuestas; y Cesar Acuña Peralta, que iba en cuarto en los sondeos. Juntos, los dos candidatos representaban en torno a un cuarto de las intenciones de voto. En el caso de Acuña, el tribunal lo eliminó por unanimidad al considerar probado que regaló dinero en se campaña, algo que pasó a ser prohibido por la legislación peruana recientemente y cuya pena prevista es la exclusión de la contienda. El caso de Guzmán es más controversial; su eliminación del proceso se ha dado por supuesto incumplimiento de normas procedimentales en la inscripción de su candidatura y de su partido al no haber respetado los mecanismos de democracia interna previstos en su estatuto. Guzmán, que fue secretario de Juan Jiménez Mayor, primer ministro del gobierno Humala entre 2012 y 2013, nunca había postulado a un cargo electivo y era considerado por los analistas como el outsider de esta elección peruana. Tenía, hasta pocos días antes de ser excluido de las elecciones en torno al 18 % de las intenciones de voto.
Asimismo, los candidatos Pedro Pablo Kuczynski y Alan García, respectivamente tercer y quinto puesto en las encuestas, también fueron acusados de haber incumplido reglas similares a las que llevaron a la eliminación de la candidatura de Guzmán. Además, la salida de Guzmán no fue por decisión unánime en el tribunal, se ha aprobó por tres votos frente a dos. Y dos de los jueces en mayoría son cuestionados por haber tenido vínculos con el Partido Aprista, por el cual postula a la presidencia el expresidente García. El secretario general de la Organización de los Estados Americanos, Luis Almagro, afirmó que el sistema de inhabilitación que se aplicó en el Perú “no ofrece las garantías necesarias”. Además, pidió a las autoridades peruanas “medidas para restablecer derechos de participación política de todos y evitar elecciones semidemocráticas.” La OEA y la Comisión de Relaciones Exteriores del Congreso de Estados Unidos han emitido notas oficiales en las que manifiestan su preocupación por el proceso electoral peruano y la retirada de las candidaturas de Guzmán y Acuña. Pese a ello, la justicia local no dio marcha atrás en sus polémicas decisiones.
Keiko Fujimori llega a la segunda vuelta con casi el doble de la votación de Kuczynski. Asimismo, su partido se ha consolidado como la principal fuerza del nuevo congreso peruano. Los resultados de los conteos rápidos de las principales encuestadoras dan como cierto que el fujimorismo ha elegido en torno a la mitad de los 130 congresistas en disputa.
La campaña de la disputada segunda vuelta ha sido determinante; se inició marcada por una inicial ventaja de Pedro Pablo Kuczynski, pero a las pocas semanas los sondeos registraban un empate técnico. Sin embargo, en las últimas encuestas divulgadas por la prensa peruana antes de las elecciones, Keiko Fujimori logró despuntar y llegó a alcanzar en torno a los 10 puntos de ventaja. Pero la última semana de mayo ha sido negativa al fujimorismo por una serie de denuncias de corrupción que han manchado directamente a miembros del alto escalón de la campaña de Keiko. Eso ha dado margen para que la candidatura de PPK pueda repuntar. En las encuestas hechas en los últimos días antes de las elecciones, que no pueden ser publicadas por la prensa local por la legislación electoral de Perú, la distancia entre los candidatos disminuye hasta algunas décimos de ventaja para Fujimori. De cualquier manera, expertos locales siguen afirmando que los indecisos serán clave en la disputa.
Cinco días de tenso compás de espera se necesitaron para confirmar la apretada victoria de Pedro Pablo Kuczynski (PPK) en la segunda vuelta de las presidenciales en Perú frente a Keiko Fujimori. Fue necesario llegar al 100 % del escrutinio de la ONPE para que ambos candidatos reconocieran el resultado de un 50,12 % del vencedor frente al 49,88 % de la inesperada derrotada, quien apenas una semana antes se situaba a casi de 10 puntos de ventaja en las encuestas. La lideresa de Fuerza Popular acabó por reconocer la victoria del veterano político que pasó a segunda vuelta merced a un conjunto de sucesos que desbancaron a candidatos mejor posicionados inicialmente. Se daba por descontado que movilizar el voto antifujimorista seria determinante para el candidato de Peruanos por el Kambio y así fue. Frente a un inicio de campaña tibio, la recta final fue la que logró dar un vuelco a los sondeos y fue decisivo que la líder emergente del izquierdista Frente Amplio, Veronika Mendoza, diera su apoyo a la candidatura del derechista PPK como mal menor. También pesaron los casos desvelados de corrupción y vinculación de algunos altos cargos fujimoristas vinculados con el narcotráfico que fueron ventilados en los días previos al sufragio.

## Sistema electoral

### Elección Presidencial
Primera Vuelta: El presidente y vicepresidentes de la República son elegidos por sufragio directo y en distrito electoral único. 
Segunda vuelta: En el caso de que ningún candidato presidencial alcance más del 50 % de los votos válidamente emitidos, se realizará una segunda ronda electoral.

### Elección parlamentaria
Para el Congreso se elegirán a 130 congresistas de la República en 27 distritos electorales, correspondientes a los 24 departamentos, la Provincia de Lima, la Provincia Constitucional del Callao y los peruanos residentes en el extranjero. Se empleará el procedimiento de la cifra repartidora con doble voto preferencial opcional. Para ingresar al Congreso, los partidos deben cruzar el umbral electoral del 5 % a nivel nacional o ganar al menos siete escaños en una circunscripción. Los escaños se asignan mediante el método D'Hondt.
Los postulantes al Congreso de la República, con al menos las cuatro quintas partes del total de candidatos podrán ser elegidas mediante tres modalidades: con voto de los afiliados y no afiliados; tan solo de los afiliados, o a través de los delegados elegidos por los órganos partidarios. Asimismo, una quinta parte del total podrán ser elegidos directamente por el órgano del partido que disponga en el Estatuto.
Debido a la elección de distrito múltiple que en suma distribuyen 130 escaños para todo el país, los escaños por región se dividen como sigue:
| Circunscripciones                                                          | Escaños | Mapa |
| -------------------------------------------------------------------------- | ------- | ---- |
| Lima y Residentes en el Extranjero                                         | 36      |      |
| La Libertad y Piura                                                        | 7       |      |
| Arequipa y Cajamarca                                                       | 6       |      |
| Áncash, Cusco, Junín, Lambayeque y Puno                                    | 5       |      |
| Callao, Ica, Lima Provincias, Loreto y San Martín                          | 4       |      |
| Ayacucho y Huánuco                                                         | 3       |      |
| Amazonas, Apurímac, Huancavelica, Moquegua, Pasco, Tacna, Tumbes y Ucayali | 2       |      |
| Madre de Dios                                                              | 1       |      |

### Elección al Parlamento Andino
Se elegirán a 5 miembros a nivel nacional empleando el método de la cifra repartidora, con doble voto preferencial opcional.
Los postulantes al Parlamento Andino con al menos las cuatro quintas partes del total de candidatos podrán ser elegidas mediante tres modalidades: con voto los afiliados y no afiliados; tan solo de los afiliados, o a través de los delegados elegidos por los órganos partidarios. Asimismo, una quinta parte del total podrán ser elegidos directamente por el órgano del partido que disponga en el Estatuto.

## Cronograma electoral
El cronograma de actividades de las elecciones generales de Perú de 2016:
| Actividades | Fechas                           |
| --- | -------------------------------- |
| Cierre del plazo para renunciar a un partido y ser candidato por otro para el Congreso de la República y el Parlamento Andino | 10 de septiembre                 |
| Cierre del plazo para la renuncia de las autoridades que quieren ser candidatos en las elecciones de 2016                     | 12 de octubre                    |
| Plazo para la inscripción de las alianza de partidos                                                                          | 13 de octubre al 12 de diciembre |
| Periodo de elección interna de candidatos al Congreso de la República y el Parlamento Andino                                  | 13 de octubre al 20 de enero     |
| Último día para convocar a Elecciones Generales de 2016                                                                       | 12 de diciembre                  |
| Cierre de inscripción de fórmulas presidenciales                                                                              | 11 de enero                      |
| Cierre de inscripción de listas al Congreso de la República y al Parlamento Andino                                            | 10 de febrero                    |
| Elecciones generales de 2016                                                                                                  | 10 de abril de 2016              |
| Segunda vuelta electoral | 5 de junio de 2016               |

## Partidos y candidatos

### Candidatos oficiales
Los candidatos a la presidencia y dos vicepresidencias fueron elegidos mediante comicios internos entre el 13 de octubre y el 21 de diciembre de 2015.
La inscripción de las fórmulas presidenciales se realizó hasta el 11 de enero de 2016 ante el Jurado Nacional de Elecciones.
Fueron 19 los partidos o agrupaciones políticas que se inscribieron hasta la fecha indicada.
| Partido/Coalición | Partido/Coalición      | Candidato Presidencial | Candidato Presidencial          | Lema de Campaña                   | 1º Vicepresidente             | 2º Vicepresidente     | PDG |
| Partido/Coalición | Partido/Coalición      | Foto                   | Nombre                          | Lema de Campaña                   | 1º Vicepresidente             | 2º Vicepresidente     | PDG |
| ----------------- | ---------------------- | ---------------------- | ------------------------------- | --------------------------------- | ----------------------------- | --------------------- | --- |
|                   | Acción Popular         | Alfredo Barnechea      | Alfredo Barnechea (63 años)     | Ahora te toca a ti                | Víctor Andrés García Belaúnde | Edmundo del Águila    |     |
|                   | Alianza Popular        | Alan García            | Alan García (66 años)           | El voto seguro                    | Lourdes Flores                | David Salazar Morote  |     |
|                   | Democracia Directa     | Gregorio Santos        | Gregorio Santos (49 años)       | Voto Rebelde El pueblo a gobernar | Andrés Alcántara              | Simón Chipana         |     |
|                   | Fuerza Popular         | Keiko Fujimori         | Keiko Fujimori (40 años)        | El futuro está en marcha          | José Chlimper                 | Vladimiro Huaroc      |     |
|                   | Frente Amplio          | Verónika Mendoza       | Verónika Mendoza (35 años)      | Valiente como tú                  | Marco Arana                   | Alan Fairlie          |     |
|                   | Frente Esperanza       |                        | Fernando Olivera (57 años)      | Tu indignación, es la Esperanza   | Carlos Cuaresma               | Juana Avellaneda Soto |     |
|                   | Partido Político Orden | Ántero Flores Aráoz    | Ántero Flores-Aráoz (74 años)   | Tiene la fuerza para hacerlo      | Rómulo Mucho                  | Mery Botton           |     |
|                   | Peruanos Por el Kambio | Pedro Pablo Kuczynski  | Pedro Pablo Kuczynski (77 años) | Se acabó el recreo                | Martín Vizcarra               | Mercedes Aráoz        |     |
|                   | Perú Posible           | Alejandro Toledo       | Alejandro Toledo (70 años)      | Para volver a crecer              | Marcial Ayaipoma              | Carmen Omonte         |     |
|                   | Progresando Perú       |                        | Miguel Hilario (46 años)        | Seguridad, educación y trabajo    | Manuel Ponce                  | Silvia Pareja         |     |

### Candidaturas improcedentes, retiradas y excluidas
Lista de candidaturas que han sido retiradas, excluidas o fueron declaradas improcedentes y que no poseen el carácter de subsanables; por lo tanto han quedado fuera de las elecciones:
| Partido/Coalición | Partido/Coalición                 | Candidato Presidencial | Candidato Presidencial | 1º Vicepresidente    | 2º Vicepresidente  | Fecha                 | Situación | Motivo | Ref.   |
| Partido/Coalición | Partido/Coalición                 | Foto                   | Nombre                 | 1º Vicepresidente    | 2º Vicepresidente  | Fecha                 | Situación | Motivo | Ref.   |
| ----------------- | --------------------------------- | ---------------------- | ---------------------- | -------------------- | ------------------ | --------------------- | --------- | --- | ------ |
|                   | Siempre Unidos                    | Felipe Castillo        | Felipe Castillo        | Guillermo Ruiz       | Isaac Humala       | 10 de febrero de 2016 | Retiro    | Manifestó que ya no postularía a la presidencia en estas elecciones.                                                          | [ 12 ] |
|                   | Perú Patria Segura                | Renzo Reggiardo        | Renzo Reggiardo        | Carlos Vicente Marca | Miluska Carrasco   | 18 de febrero de 2016 | Retiro    | Anunció el retiro de su candidatura al cuestionar la imparcialidad del Jurado Nacional de Elecciones en el proceso electoral. | [ 13 ] |
|                   | Todos por el Perú                 | Julio Guzmán           | Julio Guzmán           | Juana Umasi          | Carolina Lizárraga | 9 de marzo de 2016    | Excluido  | Debido a faltas cometidas a su propio reglamento sobre democracia interna.                                                    | [ 14 ] |
|                   | Alianza para el Progreso del Perú | César Acuña            | César Acuña            | Anel Townsend        | Humberto Lay       | 9 de marzo de 2016    | Excluido  | Por haber otorgado dinero estando en campaña y yendo en contra de la ley actual.                                              | [ 15 ] |
|                   | Partido Nacionalista Peruano      | Daniel Urresti         | Daniel Urresti         | Susana Villarán      | Maciste Díaz       | 11 de marzo de 2016   | Retiro    | La dirigencia del partido decidió retirar la candidatura de Urresti.                                                          |        |
|                   | Perú Libertario                   |                        | Vladimir Cerrón        | Jorge Paredes Terry  | Jesús Zárate       | 24 de marzo de 2016   | Retiro    | Debido a la de inestabilidad generada en la aplicación de normas jurídicas a los distintos candidatos.                        | [ 16 ] |
|                   | Partido Humanista Peruano         | Yehude Simon           | Yehude Simon           | Rosa Mavila          | Yorka Gamarra      | 28 de marzo de 2016   | Retiro    | Para evitar que el partido político pierda su inscripción ante el Jurado Nacional de Elecciones.                              | [ 17 ] |
|                   | Perú Nación                       |                        | Francisco Diez Canseco | Claudio Zolla        | Margarita Gamboa   | 29 de marzo de 2016   | Retiro    | Disputas internas dentro del partido.                                                                                         | [ 18 ] |
|                   | Alianza Solidaridad Nacional      | Hernando Guerra García | Hernando Guerra-García | José Luna Gálvez     | Gustavo Rondón     | 29 de marzo de 2016   | Retiro    | Para evitar que el partido político pierda su inscripción ante el Jurado Nacional de Elecciones.                              | [ 19 ] |

## Desarrollo

### Línea de tiempo

#### Leyenda
|  | Candidatos en campaña                                 |
|  | Candidatos que renunciaron                            |
|  | Candidatos excluidos                                  |
|  | Candidatos eliminados en primera vuelta (10 de abril) |

|  | Candidatos al 18 de febrero de 2016                 |
|  | Candidatos al 11 de marzo de 2016                   |
|  | Candidatos al 29 de marzo de 2016                   |
|  | Elecciones del 10 de abril de 2016 (primera vuelta) |
|  | Elecciones del 5 de junio de 2016 (segunda vuelta)  |

## Temas y posiciones

### Apoyos políticos
| Apoyos políticos en 1.ª vuelta    | Apoyos políticos en 1.ª vuelta | Apoyos políticos en 1.ª vuelta    |
| Alianza                           | Partido                        | Candidato                         |
| --------------------------------- | ------------------------------ | --------------------------------- |
|                                   | Fuerza Popular                 | Keiko Fujimori                    |
|                                   | Peruanos Por el Kambio         | Pedro Pablo Kuczynski             |
|                                   | Frente Amplio                  | Verónika Mendoza                  |
|                                   | Acción Popular                 | Alfredo Barnechea                 |
| Alianza Popular                   | Partido Aprista Peruano        | Alan García                       |
| Alianza Popular                   | Partido Popular Cristiano      | Alan García                       |
| Alianza Popular                   | Vamos Perú                     | Alan García                       |
|                                   | Democracia Directa             | Gregorio Santos                   |
|                                   | Frente Esperanza               | Fernando Olivera                  |
|                                   | Perú Posible                   | Alejandro Toledo                  |
|                                   | Progresando Perú               | Miguel Hilario                    |
|                                   | Partido Político Orden         | Ántero Flores-Aráoz               |
| Alianza para el Progreso del Perú | Alianza para el Progreso       | César Acuña (Excluido por el JNE) |
| Alianza para el Progreso del Perú | Restauración Nacional          | César Acuña (Excluido por el JNE) |
| Alianza para el Progreso del Perú | Somos Perú                     | César Acuña (Excluido por el JNE) |

| Apoyos políticos en 2.ª vuelta | Apoyos políticos en 2.ª vuelta | Apoyos políticos en 2.ª vuelta |
| Partido                        | Candidato                      |                                |
| ------------------------------ | ------------------------------ | ------------------------------ |
| Fuerza Popular                 | Keiko Fujimori                 |                                |
| Peruanos Por el Kambio         | Pedro Pablo Kuczynski          |                                |
| Acción Popular                 | Pedro Pablo Kuczynski          |                                |
| Perú Posible                   | Pedro Pablo Kuczynski          |                                |
| Alianza para el Progreso       | Pedro Pablo Kuczynski          |                                |
| Frente Amplio                  | Pedro Pablo Kuczynski          |                                |
| Frente Esperanza               | Pedro Pablo Kuczynski          |                                |
| Partido Popular Cristiano      | No definido*                   |                                |
| Partido Aprista Peruano        | No definido*                   |                                |
| Vamos Perú                     | No definido*                   |                                |
| Democracia Directa             | No definido*                   |                                |
| Progresando Perú               | No definido*                   |                                |
| Partido Político Orden         | No definido*                   |                                |
| Restauración Nacional          | No definido*                   |                                |
| Somos Perú                     | No definido*                   |                                |

- Partidos y movimientos políticos cuyas bases han tomado la decisión de dejar en libertad a sus miembros para apoyar a cualquiera de los dos candidatos.

### Gastos de campaña
De acuerdo a la Ley de Partidos Políticos, Ley N.º 28094, artículo 71.º del Reglamento de Financiamiento y Supervisión de Fondos Partidarios, las organizaciones políticas están obligadas a presentar informes de las aportaciones y/o ingresos recibidos y gastos realizadas durante la campaña electoral.
El financiamiento de los gastos electorales, conforme a la ley, puede ser privado o público, y este último, sea hace mediante financiamiento directo e indirecto.
| Información de ingresos y gastos de campaña    | Información de ingresos y gastos de campaña | Información de ingresos y gastos de campaña | Información de ingresos y gastos de campaña | Información de ingresos y gastos de campaña | Información de ingresos y gastos de campaña | Información de ingresos y gastos de campaña | Información de ingresos y gastos de campaña |
| Organización política                          | Cumplimento de entrega de información       | Cumplimento de entrega de información       | Cumplimento de entrega de información       | Cumplimento de entrega de información       | Cumplimento de entrega de información       | Ingresos                                    | Gastos                                      |
| Organización política                          | 7 de enero                                  | 5 de febrero                                | 4 de marzo                                  | 6 de abril                                  | 21 de abril                                 | Ingresos                                    | Gastos                                      |
| ---------------------------------------------- | ------------------------------------------- | ------------------------------------------- | ------------------------------------------- | ------------------------------------------- | ------------------------------------------- | ------------------------------------------- | ------------------------------------------- |
| Acción Popular                                 | Sí                                          | Sí                                          | Sí                                          | Sí                                          | Sí                                          | S/ 840,497.66                               | S/ 759,020.42                               |
| Alianza Solidaridad Nacional - UPP             | -                                           | Sí                                          | Sí                                          | Sí                                          |                                             | S/ 2’987,238.50                             | S/3’606,212.62                              |
| Solidaridad Nacional                           | Sí                                          | -                                           | -                                           | -                                           | -                                           | S/0                                         | S/0                                         |
| Unión por el Perú                              |                                             | -                                           | -                                           | -                                           | -                                           |                                             |                                             |
| Alianza para el Progreso del Perú              | -                                           | -                                           | Sí                                          | Sí                                          | Sí                                          | S/ 17’418,861.57                            | S/ 19’722,762.87                            |
| Alianza para el Progreso                       |                                             | Sí                                          | -                                           | -                                           | -                                           | S/ 684 347,00                               | S/ 1 476 472,33                             |
| Restauración Nacional                          | Sí                                          | Sí                                          | -                                           | -                                           | -                                           | S/188 630,06                                | S/25 598,14                                 |
| Somos Perú                                     | Sí                                          | Sí                                          | -                                           | -                                           | -                                           | S/74,00                                     | S/25 916,49                                 |
| Alianza Popular                                | -                                           | Sí                                          | Sí                                          | Sí                                          | Sí                                          | S/ 7’585,747.32                             | S/ 7’443,490.99                             |
| Partido Aprista Peruano                        | Sí                                          | -                                           | -                                           | -                                           | -                                           | S/402 059,81                                | S/ 402,059.81                               |
| Partido Popular Cristiano                      | Sí                                          | -                                           | -                                           | -                                           | -                                           | S/0                                         | S/0                                         |
| Vamos Perú                                     | Sí                                          | -                                           | -                                           | -                                           | -                                           | S/54 510,80                                 | S/55 000,00                                 |
| Democracia Directa                             | Sí                                          |                                             |                                             |                                             | Sí                                          | N/P                                         | S/13 020,10                                 |
| El Frente Amplio por Justicia, Vida y Libertad | Sí                                          | Sí                                          | Sí                                          |                                             | Sí                                          | S/ 234,342.54                               |                                             |
| Frente Popular Agrícola FIA del Perú - FREPAP  | Sí                                          | Sí                                          | -                                           | -                                           | -                                           | S/0                                         | S/37 167,85                                 |
| Fuerza Popular                                 | Sí                                          | Sí                                          | Sí                                          | Sí                                          | Sí                                          | S/ 10’316,579.69                            | S/ 8’914,892.57                             |
| Partido Humanista Peruano                      | Sí                                          | Sí                                          | Sí                                          |                                             |                                             | S/0                                         | S/18 900,00                                 |
| Partido Nacionalista Peruano                   | Sí                                          | Sí                                          | Sí                                          | Sí                                          | Sí                                          | S/151 653,86                                | S/ 564,943.48                               |
| Partido Político Orden                         | Sí                                          | Sí                                          | Sí                                          | Sí                                          |                                             | S/ 444,118.31                               | S/ 511,648.02                               |
| Peruanos Por el Kambio                         | Sí                                          | Sí                                          | Sí                                          | Sí                                          | Sí                                          | S/298 457,50                                | S/ 4’066,239.63                             |
| Perú Libertario                                | -                                           | Sí                                          |                                             |                                             |                                             | S/0                                         | S/2500,00                                   |
| Perú Nación                                    | -                                           |                                             |                                             |                                             |                                             |                                             |                                             |
| Perú Patria Segura                             | Sí                                          | Sí                                          | Sí                                          |                                             | Sí                                          | S/ 182,442.44                               | S/35 400,00                                 |
| Perú Posible                                   | Sí                                          | Sí                                          | Sí                                          | Sí                                          | Sí                                          | S/448 000,00                                | S/ 1’370,727.90                             |
| Progresando Perú                               | Sí                                          | Sí                                          |                                             |                                             |                                             | S/116 311,61                                | S/94 835,61                                 |
| Frente Esperanza                               |                                             |                                             | Sí                                          | Sí                                          |                                             |                                             |                                             |
| Siempre Unidos                                 | Sí                                          | Sí                                          | -                                           | -                                           | -                                           | S/103,51                                    | S/103,51                                    |
| Todos por el Perú                              |                                             | Sí                                          | Sí                                          | Sí                                          | Sí                                          | S/113 588,51                                | S/ 331,453.45                               |

- Alianza Para el Progreso: Primer reporte: gastos: S/3 877 298,00 ingresos: S/ 3 318 535[36]
- Partido Aprista Peruano: Primer reporte: gastos: S/402 059,81 ingresos: S/402 059,81
- Vamos Perú: Primer reporte: gastos: S/54 510,80 ingresos: S/55 000,00
- Restauración Nacional: Primer reporte: gastos: S/2500,00 ingresos: S/35 000,00
- Partido Democrático Somos Perú: Primer reporte: gastos: S/0 ingresos: S/0
- Partido Popular Cristiano: Primer reporte: gastos: S/0 ingresos: S/0
- Solidaridad Nacional: Primer reporte: gastos: S/0 ingresos: S/0

### Multas electorales
El Jurado Nacional de Elecciones informó que siete agrupaciones políticas no cumplieron hasta la fecha con el pago de S/.8 722 800 por multas electorales que deben desde las elecciones del 2011. Las deudas de los partidos son Perú Posible (S/.3 841 200), Partido Aprista Peruano (S/.2 505 600), Fuerza Popular (S/.756 000), Solidaridad Nacional (S/.648 600), Alianza para el Progreso (S/.432 000), Alianza para el Gran Cambio (S/.324 600) y Gana Perú (S/.216 600).
Asimismo, los ciudadanos que omiten sufragar o no asistan a la instalación de la mesa de sufragio como miembros titulares o suplentes son sancionados con multas electorales. Así el que sea omiso al voto será acreedor a una multa de 79 soles y de no integrar la mesa de sufragio tendrá una multa de 150 soles

## Encuestas

### Primera vuelta (10 de abril)

#### Boca de urna
| Encuestadora | Fuente | Keiko Fujimori | Pedro Pablo Kuczynski | Verónika Mendoza | Alfredo Barnechea | Alan García | Gregorio Santos | Alejandro Toledo | Otros |
| ------------ | ------ | -------------- | --------------------- | ---------------- | ----------------- | ----------- | --------------- | ---------------- | ----- |
| Ipsos Perú   |        | 37.8 %         | 20.9 %                | 20.3 %           | 7.6 %             | 5.8 %       | 3.8 %           | 1.4 %            | 2.4 % |
| GfK          |        | 39.9 %         | 20.6 %                | 20.3 %           | 7 %               | 5.5 %       | 4 %             | 1.3 %            | 1.4 % |
| CPI          |        | 39.1 %         | 19.7 %                | 18.8 %           | 8.6 %             | 6.6 %       | 3.1 %           | 1.4 %            | 2.7 % |

#### Conteo rápido
| Encuestadora                   | Fuente | Keiko Fujimori | Pedro Pablo Kuczynski | Verónika Mendoza | Alfredo Barnechea | Alan García | Gregorio Santos | Fernando Olivera | Otros |
| ------------------------------ | ------ | -------------- | --------------------- | ---------------- | ----------------- | ----------- | --------------- | ---------------- | ----- |
| Ipsos Perú (Al 100 % de actas) |        | 39.6 %         | 21.5 %                | 18.7 %           | 7.1 %             | 5.7 %       | 4 %             |                  |       |
| GfK (Al 100 % de actas)        |        | 39.3 %         | 21.3 %                | 18.7 %           | 7.2 %             | 5.8 %       | 4.1 %           | 1.4 %            | 2.2 % |

### Segunda vuelta (5 de junio)

#### Boca de urna
| Encuestadora | Fuente | Pedro Pablo Kuczynski | Keiko Fujimori |
| ------------ | ------ | --------------------- | -------------- |
| Ipsos Perú   |        | 50.4 %                | 49.6 %         |
| GfK          |        | 51.2 %                | 48.8 %         |
| CPI          |        | 48.9 %                | 51.1 %         |

#### Conteo rápido
| Encuestadora                   | Fuente | Pedro Pablo Kuczynski | Keiko Fujimori |
| ------------------------------ | ------ | --------------------- | -------------- |
| Ipsos Perú (Al 100 % de actas) |        | 50.5 %                | 49.5 %         |
| GfK (Al 100 % de actas)        |        | 50.8 %                | 49.2 %         |

## Debates

### Primera vuelta
El primer encuentro público de candidatos fue organizado por la Contraloría General de la República a través de su VI Conferencia Anticorrupción Internacional “Agenda Política contra la Corrupción". Tras las críticas recibidas por invitar inicialmente solo a los cinco candidatos que lideraban las encuestas (César Acuña, Alejandro Toledo, Keiko Fujimori, Pedro Pablo Kuczynski y Alan García), la Contraloría extendió la invitación a todos los candidatos presidenciales. Durante los tres días de conferencia, cada candidato presidencial tuvo 20 minutos para exponer y luego se procedió a rondas de preguntas y repreguntas de los panelistas.
El primer debate presidencial fue realizado el 11 y 12 de febrero en la Biblioteca Nacional. El debate fue organizado por el Colegio de Periodistas del Perú y Colegio de Abogados de Lima. Participaron 10 de 17 candidatos. Los temas tratados fueron Medios de comunicación, Educación y Cultura.
El 6 de marzo La República y Latina suspendieron el debate debido a la falta de asistencia de 5 de los 7 postulantes.
El último debate presidencial fue realizado el 3 de abril en el Centro de Convenciones de Lima. Fue organizado por el JNE, IDEA Internacional y el Consorcio de investigación Económica y Social. Allí, participaron como moderadores los periodistas Mávila Huertas y José María Salcedo.
| Detalles | Detalles                                                    | Detalles                       | Detalles                | Detalles                          | Participantes P Presente A Ausente NI No invitado | Participantes P Presente A Ausente NI No invitado | Participantes P Presente A Ausente NI No invitado | Participantes P Presente A Ausente NI No invitado | Participantes P Presente A Ausente NI No invitado | Participantes P Presente A Ausente NI No invitado | Participantes P Presente A Ausente NI No invitado | Participantes P Presente A Ausente NI No invitado | Participantes P Presente A Ausente NI No invitado | Participantes P Presente A Ausente NI No invitado | Participantes P Presente A Ausente NI No invitado | Participantes P Presente A Ausente NI No invitado | Participantes P Presente A Ausente NI No invitado | Participantes P Presente A Ausente NI No invitado | Participantes P Presente A Ausente NI No invitado | Participantes P Presente A Ausente NI No invitado | Participantes P Presente A Ausente NI No invitado | Participantes P Presente A Ausente NI No invitado | Participantes P Presente A Ausente NI No invitado |
| Fecha | Organizador                                                 | Sede                           | Lugar                   | Moderador                         | Kuczynski                                         | Fujimori                                          | Acuña                                             | Guzmán                                            | Mendoza                                           | Barnechea                                         | García                                            | Olivera                                           | Santos                                            | Toledo                                            | Hilario                                           | Diez Canseco                                      | Guerra García                                     | Flores-Aráoz                                      | Simon                                             | Urresti                                           | Castillo                                          | Reggiardo                                         | Cerrón                                            |
| --- | ----------------------------------------------------------- | ------------------------------ | ----------------------- | --------------------------------- | ------------------------------------------------- | ------------------------------------------------- | ------------------------------------------------- | ------------------------------------------------- | ------------------------------------------------- | ------------------------------------------------- | ------------------------------------------------- | ------------------------------------------------- | ------------------------------------------------- | ------------------------------------------------- | ------------------------------------------------- | ------------------------------------------------- | ------------------------------------------------- | ------------------------------------------------- | ------------------------------------------------- | ------------------------------------------------- | ------------------------------------------------- | ------------------------------------------------- | ------------------------------------------------- |
| 2*, 3** y 4*** de febrero de 2016 | Contraloría General de la República                         | Universidad de Lima            | Santiago de Surco, Lima | Eduardo Guzmán Melissa Peschiera  | P-D3                                              | P-D1                                              | P-D3                                              | P-D2                                              | P-D2                                              | P-D3                                              | P-D3                                              | P-D2                                              | NI                                                | P-D3                                              | P-D2                                              | P-D3                                              | P-D2                                              | P-D1                                              | P-D3                                              | P-D1                                              | P-D1                                              | P-D1                                              | P-D3                                              |
| 11**** y 12****** de febrero de 2016 | Colegio de Periodistas del Perú Colegio de Abogados de Lima | Biblioteca Nacional            | San Borja, Lima         | Max Obregón Pedro Angulo          | A-D2                                              | A-D1                                              | A-D1                                              | P-D2                                              | P-D2                                              | A-D2                                              | A-D2                                              | P-D1                                              | P-D2                                              | A-D1                                              | A-D1                                              | P-D1                                              | P-D1                                              | P-D1                                              | P-D1                                              | NI                                                | NI                                                | A-D2                                              | P-D2                                              |
| 6 de marzo y 13 de abril de 2016 | La República Latina                                         | Hotel Casa Andina              | Miraflores, Lima        | N/A                               | Cancelado                                         | Cancelado                                         | Cancelado                                         | Cancelado                                         | Cancelado                                         | Cancelado                                         | Cancelado                                         | Cancelado                                         | Cancelado                                         | Cancelado                                         | Cancelado                                         | Cancelado                                         | Cancelado                                         | Cancelado                                         | Cancelado                                         | Cancelado                                         | Cancelado                                         | Cancelado                                         | Cancelado                                         |
| 3 de abril de 2016 | JNE IDEA Internacional CIES                                 | Centro de Convenciones de Lima | San Borja, Lima         | Mávila Huertas José María Salcedo | P                                                 | P                                                 | NI                                                | NI                                                | P                                                 | P                                                 | P                                                 | P                                                 | P                                                 | P                                                 | P                                                 | NI                                                | NI                                                | P                                                 | NI                                                | NI                                                | NI                                                | NI                                                | NI                                                |
| *Panelistas del 02/02 (D1): Martín Pérez, Alfonso Baella, Carlos Adrianzén. **Panelistas del 03/02 (D2): Carlos Paredes, Sigrid Bazán, Daniel Yovera. ***Panelistas del 04/02 (D3): Eduardo Guzmán, Daniel Yovera, Anuska Buenaluque; Mario Saldaña, Nicolás Lúcar, Carlos Adrianzén. ****Panelistas del 11/02 (D1): Rosana Cueva, Fernando Carvallo, Juan Paredes Castro, Rafael Romero, Javier Sota Nadal, José Verona, Pedro Pablo Alayza. *****Panelistas del 12/02 (D2): Ernesto de la Jara, Juan de la Puente, Pedro Tenorio, Hugo Guerra, José María Salcedo, Enrique Chávez, Harold Forsyth. |                                                             |                                |                         |                                   |                                                   |                                                   |                                                   |                                                   |                                                   |                                                   |                                                   |                                                   |                                                   |                                                   |                                                   |                                                   |                                                   |                                                   |                                                   |                                                   |                                                   |                                                   |                                                   |

#### Debates vicepresidenciales
El 31 de marzo la Universidad de Lima fue sede del primer debate de vicepresidentes de la historia política del Perú, organizado por el Grupo RPP e Idea Internacional.
| Detalles            | Detalles               | Detalles            | Detalles                | Detalles           | Participantes P Presente A Ausente NI No invitado | Participantes P Presente A Ausente NI No invitado | Participantes P Presente A Ausente NI No invitado | Participantes P Presente A Ausente NI No invitado | Participantes P Presente A Ausente NI No invitado | Participantes P Presente A Ausente NI No invitado | Participantes P Presente A Ausente NI No invitado | Participantes P Presente A Ausente NI No invitado | Participantes P Presente A Ausente NI No invitado | Participantes P Presente A Ausente NI No invitado |
| Fecha               | Organizador            | Sede                | Lugar                   | Moderador          | Vizcarra                                          | Chlimper                                          | Arana                                             | García Belaúnde                                   | Flores                                            | Cuaresma                                          | Alcántara                                         | Ayaipoma                                          | Ponce                                             | Mucho                                             |
| ------------------- | ---------------------- | ------------------- | ----------------------- | ------------------ | ------------------------------------------------- | ------------------------------------------------- | ------------------------------------------------- | ------------------------------------------------- | ------------------------------------------------- | ------------------------------------------------- | ------------------------------------------------- | ------------------------------------------------- | ------------------------------------------------- | ------------------------------------------------- |
| 31 de marzo de 2016 | RPP IDEA Internacional | Universidad de Lima | Santiago de Surco, Lima | José María Salcedo | P                                                 | A                                                 | A                                                 | P                                                 | P                                                 | NI                                                | NI                                                | NI                                                | NI                                                | NI                                                |

### Segunda vuelta
El 20 de abril, recién iniciada la segunda vuelta, los dos candidatos participaron en el X Foro Internacional de Economía "Quo Vadis" 2016, organizado por la Cámara de Comercio de Lima, en intervenciones separadas junto con integrantes de sus respectivos equipos técnicos.
El primer debate presidencial de la segunda vuelta fue realizado el 22 de mayo. El debate fue desarrollado en el auditorio de la Universidad Nacional de Piura y moderados por los periodistas Mónica Delta y Carlos Cornejo. Los temas fueron Visión de país; Descentralización y ordenamiento territorial; Potenciales y competitividad regional; Manejo de recursos naturales y conflictos sociales e Infraestructura)
El segundo debate fue realizado el 29 de mayo en la Universidad de Lima y fue moderado por los periodistas Mávila Huertas y Federico Salazar. Los temas elegidos son Crecimiento económico y promoción del empleo; Desarrollo sostenible y gestión ambiental; Educación, reducción de la pobreza y desigualdad; Transparencia y lucha contra la corrupción y Seguridad ciudadana y orden interno.
| Detalles            | Detalles                      | Detalles                      | Detalles                | Detalles                        | Participantes P Presente A Ausente NI No invitado | Participantes P Presente A Ausente NI No invitado |
| Fecha               | Organizador                   | Sede                          | Lugar                   | Moderador                       | Kuczynski                                         | Fujimori                                          |
| ------------------- | ----------------------------- | ----------------------------- | ----------------------- | ------------------------------- | ------------------------------------------------- | ------------------------------------------------- |
| 20 de abril de 2016 | Cámara de Comercio de Lima    | Cámara de Comercio de Lima    | Jesús María, Lima       | Samuel Gleiser                  | P                                                 | P                                                 |
| 22 de mayo de 2016  | Jurado Nacional de Elecciones | Universidad Nacional de Piura | Piura, Piura            | Mónica Delta Carlos Cornejo     | P                                                 | P                                                 |
| 29 de mayo de 2016  | Jurado Nacional de Elecciones | Universidad de Lima           | Santiago de Surco, Lima | Mávila Huertas Federico Salazar | P                                                 | P                                                 |

#### Debate técnico
Durante la primera vuelta, la iniciativa "Foro Elecciones 2016", organizada por La República y Latina, fomentó una serie de debates programáticos en distintas fechas, en los que los miembros de los equipos técnicos de las distintas candidaturas pudieron contrastar sus propuestas:
- 3 de febrero: Educación: el reto de elevar la calidad[58][59]
- 10 de febrero: Salud: hacia la universalización del acceso
- 17 de febrero: Sostenibilidad: medio ambiente y cambio climático[60]
- 24 de febrero: Seguridad: lucha contra la inseguridad local y el crimen organizado
- 2 de marzo: Inversión Pública: grandes proyectos y gestión de la inversión
- 9 de marzo: Inversión Privada: grandes proyectos y gestión de la inversión[61]
- 16 de marzo: Agenda digital: base para un país más eficiente y competitivo
- 23 de marzo: Reformas institucionales: Estado de derecho y lucha contra la corrupción[62]

Esta serie de eventos se desarrolló en Lima, y fue auspiciado por Telefónica, la Pontificia Universidad Católica del Perú y la cadena de hoteles Casa Andina, con la colaboración del Jurado Nacional de Elecciones, IDEA Internacional y el Programa de Naciones Unidas para el Desarrollo (PNUD), teniendo como organismo veedor a la Asociación Civil Transparencia.
Durante la segunda vuelta, el debate técnico se desarrolló de forma descentralizada por el Jurado Nacional de Elecciones, en la ciudad del Cusco. Fue realizado el 15 de mayo en el Centro de Convenciones de la Municipalidad Provincial del Cusco, Cusco. El moderador del debate fue el periodista Pedro Tenorio.
| Detalles           | Detalles                      | Detalles                                                        | Detalles     | Detalles      | Detalles                               | Participantes    | Participantes          |
| Fecha              | Organizador                   | Sede                                                            | Lugar        | Moderador     | Temas                                  | Fuerza Popular   | Peruanos por el Kambio |
| ------------------ | ----------------------------- | --------------------------------------------------------------- | ------------ | ------------- | -------------------------------------- | ---------------- | ---------------------- |
| 15 de mayo de 2016 | Jurado Nacional de Elecciones | Centro de Convenciones de la Municipalidad Provincial del Cusco | Cusco, Cusco | Pedro Tenorio | Economía                               | Elmer Cuba       | Alfredo Thorne         |
| 15 de mayo de 2016 | Jurado Nacional de Elecciones | Centro de Convenciones de la Municipalidad Provincial del Cusco | Cusco, Cusco | Pedro Tenorio | Desarrollo social                      | Enrique Vásquez  | Martín Vizcarra        |
| 15 de mayo de 2016 | Jurado Nacional de Elecciones | Centro de Convenciones de la Municipalidad Provincial del Cusco | Cusco, Cusco | Pedro Tenorio | Reforma del Estado y descentralización | Vladimiro Huaroc | Mercedes Aráoz         |
| 15 de mayo de 2016 | Jurado Nacional de Elecciones | Centro de Convenciones de la Municipalidad Provincial del Cusco | Cusco, Cusco | Pedro Tenorio | Seguridad ciudadana                    | Marco Miyashiro  | Gino Costa             |
| 15 de mayo de 2016 | Jurado Nacional de Elecciones | Centro de Convenciones de la Municipalidad Provincial del Cusco | Cusco, Cusco | Pedro Tenorio | General                                | José Chlimper    | Juan Sheput            |

### Observación de las elecciones
El Presidente del Consejo de Ministros anunció la observación electoral por parte de la Organización de Estados Americanos. En el caso de la Unión Europea, esta envió una Misión de Observación Electoral presidida por Ana Gordon Vergara.

## Resultados

### Elecciones presidenciales

#### Primera Vuelta[2]
|  | 32.64 % |

|  | 39.86 % |

|  | 17.23 % |

|  | 21.05 % |

|  | 15.35 % |

|  | 18.74 % |

|  | 5.71 % |

|  | 6.97 % |

|  | 4.77 % |

|  | 5.83 % |

|  | 3.27 % |

|  | 4.00 % |

|  | 1.08 % |

|  | 1.32 % |

|  | 1.07 % |

|  | 1.30 % |

|  | 0.40 % |

|  | 0.49 % |

|  | 0.35 % |

|  | 0.43 % |

#### Por departamento
| Departamento    | Fujimori  | Kuczynski | Mendoza | Barnechea | García  | En blanco | Nulos   | Participación | Electores |
| --------------- | --------- | --------- | ------- | --------- | ------- | --------- | ------- | ------------- | --------- |
| Amazonas        | 62 083    | 17 026    | 31 681  | 8 166     | 5 175   | 38 209    | 12 183  | 193 552       | 270 175   |
| Ancash          | 216 261   | 80 069    | 109 837 | 27 605    | 30 859  | 103 063   | 46 932  | 657 455       | 831 235   |
| Apurimac        | 50 822    | 9 214     | 82 443  | 8 329     | 3 810   | 41 716    | 13 146  | 218 912       | 284 436   |
| Arequipa        | 184 918   | 210 224   | 197 452 | 86 428    | 26 603  | 78 508    | 48 173  | 895 869       | 1 035 654 |
| Ayacucho        | 82 138    | 15 741    | 133 899 | 7 306     | 5 861   | 55 359    | 17 242  | 326 319       | 421 956   |
| Cajamarca       | 196 086   | 52 002    | 62 205  | 26 239    | 15 715  | 124 929   | 43 442  | 779 642       | 1 009 775 |
| Callao          | 222 171   | 153 850   | 61 765  | 39 187    | 45 823  | 56 797    | 37 929  | 643 794       | 743 928   |
| Cusco           | 128 818   | 57 386    | 276 143 | 62 621    | 15 657  | 106 634   | 46 685  | 745 300       | 915 199   |
| Huancavelica    | 43 029    | 14 110    | 79 295  | 3 872     | 2 765   | 39 257    | 12 685  | 201 379       | 274 440   |
| Huanuco         | 112 414   | 40 000    | 86 717  | 17 761    | 10 852  | 75 707    | 28 070  | 392 258       | 525 051   |
| Ica             | 194 463   | 69 137    | 76 457  | 48 776    | 31 322  | 54 844    | 20 878  | 510 406       | 583 777   |
| Junín           | 248 217   | 121 109   | 128 257 | 27 481    | 18 561  | 97 076    | 39 125  | 707,595       | 875 674   |
| La Libertad     | 432 443   | 121 283   | 91 024  | 59 338    | 123 725 | 128 946   | 62 169  | 1 066 047     | 1 292 488 |
| Lambayeque      | 313 728   | 98 741    | 67 615  | 46 138    | 60 149  | 79 869    | 40 516  | 740 988       | 889 355   |
| Lima            | 2 305 333 | 1 692 811 | 683 653 | 406 137   | 354 441 | 566 412   | 319 047 | 6 569 438     | 7 580 758 |
| Loreto          | 136 439   | 81 826    | 51 859  | 24 239    | 19 134  | 75 418    | 36 285  | 442 526       | 630 498   |
| Madre de Dios   | 26 656    | 5 623     | 15 050  | 3 912     | 2 943   | 12 230    | 4 927   | 77 276        | 95 538    |
| Moquegua        | 24 310    | 27 853    | 31 382  | 7 386     | 3 659   | 10 872    | 5 247   | 115 862       | 133 777   |
| Pasco           | 48 083    | 24 523    | 22 615  | 5 425     | 5 280   | 22 329    | 7 679   | 140 663       | 185 057   |
| Piura           | 456 685   | 104 844   | 127 952 | 46 595    | 49 037  | 153 012   | 64 756  | 1 048 134     | 1 266 557 |
| Puno            | 135 239   | 50 532    | 227 325 | 24 140    | 11 072  | 95 415    | 49 082  | 733 927       | 858 504   |
| San Martin      | 166 236   | 43 550    | 72 618  | 23 300    | 20 188  | 71 130    | 32 581  | 446 699       | 566 666   |
| Tacna           | 40 071    | 29 859    | 78 500  | 18 455    | 5 929   | 18 033    | 10 722  | 219 198       | 253 524   |
| Tumbes          | 70 029    | 13 189    | 11 825  | 4 933     | 4 973   | 15 299    | 6 403   | 130 241       | 156 120   |
| Ucayali         | 105 050   | 29 155    | 33 668  | 8 814     | 7 684   | 44 015    | 15 321  | 258 623       | 336 888   |
| Voto Extranjero | 113 351   | 65 004    | 33 703  | 26 777    | 13 061  | 60 370    | 147 313 | 472 027       | 884 924   |

#### Segunda Vuelta[68]
|  | 46.87 % |

|  | 50.12 % |

|  | 46.64 % |

|  | 49.88 % |

|  | 0.82 % |

|  | 5.67 % |

|  | 80.09 % |

|  | 19.90 % |

|  | 100.00 % |

#### Por departamento
| Departamento    | Kuczynski | Fujimori  | En blanco | Nulos   | Participación | Electores |
| --------------- | --------- | --------- | --------- | ------- | ------------- | --------- |
| Amazonas        | 78 899    | 87 128    | 2 089     | 14 454  | 182 570       | 270 175   |
| Ancash          | 291 002   | 304 623   | 7 831     | 39 107  | 642 563       | 831 235   |
| Apurimac        | 95 044    | 87 522    | 3 761     | 19 319  | 205 646       | 284 436   |
| Arequipa        | 567 834   | 272 361   | 3 706     | 44 598  | 888 499       | 1 035 654 |
| Ayacucho        | 135 228   | 144 102   | 4 924     | 25 182  | 309 436       | 421 956   |
| Cajamarca       | 334 694   | 333 682   | 10 451    | 62 872  | 741 699       | 1 009 775 |
| Callao          | 304 353   | 304 954   | 3 525     | 27 949  | 640 781       | 743 928   |
| Cusco           | 418 083   | 225 247   | 8 325     | 67 116  | 718 771       | 915 199   |
| Huancavelica    | 96 901    | 73 743    | 3 403     | 14 611  | 188 658       | 274 440   |
| Huanuco         | 165 762   | 172 476   | 5 178     | 25 368  | 368 784       | 525 051   |
| Ica             | 230 177   | 257 271   | 3 070     | 16 993  | 507 511       | 583 777   |
| Junín           | 321 704   | 337 248   | 5 161     | 32 476  | 696 589       | 875 674   |
| La Libertad     | 380 850   | 598 031   | 7 612     | 58 977  | 1 045 470     | 1 292 488 |
| Lambayeque      | 285 534   | 408 420   | 4 711     | 34 253  | 732 918       | 889 355   |
| Lima            | 3 128 802 | 3 113 703 | 44 628    | 255 442 | 6 542 575     | 7 580 758 |
| Loreto          | 218 224   | 186 999   | 3 021     | 21 550  | 429 794       | 630 498   |
| Madre de Dios   | 25 476    | 44 755    | 629       | 5 442   | 76 302        | 95 538    |
| Moquegua        | 73 294    | 34 587    | 644       | 5 906   | 114 431       | 133 777   |
| Pasco           | 64 290    | 64 287    | 1 158     | 6 053   | 135 788       | 185 057   |
| Piura           | 378 186   | 592 309   | 8 755     | 53 723  | 1 032 973     | 1 266 557 |
| Puno            | 373 206   | 217 951   | 6 447     | 116 051 | 713 655       | 858 504   |
| San Martin      | 180 491   | 227 806   | 4 279     | 25 537  | 438 113       | 566 666   |
| Tacna           | 139 164   | 63 243    | 1 117     | 13 416  | 216 940       | 253 524   |
| Tumbes          | 36 270    | 87 020    | 731       | 5 264   | 129 285       | 156 120   |
| Ucayali         | 95 213    | 144 729   | 2 029     | 11 645  | 253 616       | 336 888   |
| Voto Extranjero | 178 256   | 171 683   | 2 392     | 37 198  | 389 529       | 884 924   |

### Elecciones Parlamentarias
Los resultados de las elecciones parlamentarias se empezaron a conocer a las 11:00 p. m. (hora local).
|  | 36.34 % |

|  | 16.46 % |

|  | 13.94 % |

|  | 9.23 % |

|  | 8.31 % |

|  | 7.20 % |

|  | 8.51 % |

|  | 65.03 % |

|  | 12.00 % |

|  | 15.44 % |

|  | 81.88 % |